# Chauken
Die Chauken (Aussprache [çaʊkən], lateinisch: Chauci, griechisch: οἱ Καῦχοι; „die Hohen“) waren ein germanischer Stamm, der beidseits der unteren Weser (westlich: lateinisch chauci minores, östlich: lateinisch chauci maiores) lebte. Die Chauken gehörten nach Tacitus zur Gruppe der von der Nordseeküste stammenden Ingaevonen. Obwohl die frühere Forschung die Chauken durchaus in den Sachsen fortgesetzt sah, wird der Stamm heutzutage vermehrt mit der Genese der Franken in Zusammenhang gebracht.

## Geschichte

Karte der germanischen Stämme um 50 n. Chr. (ohne Skandinavien)

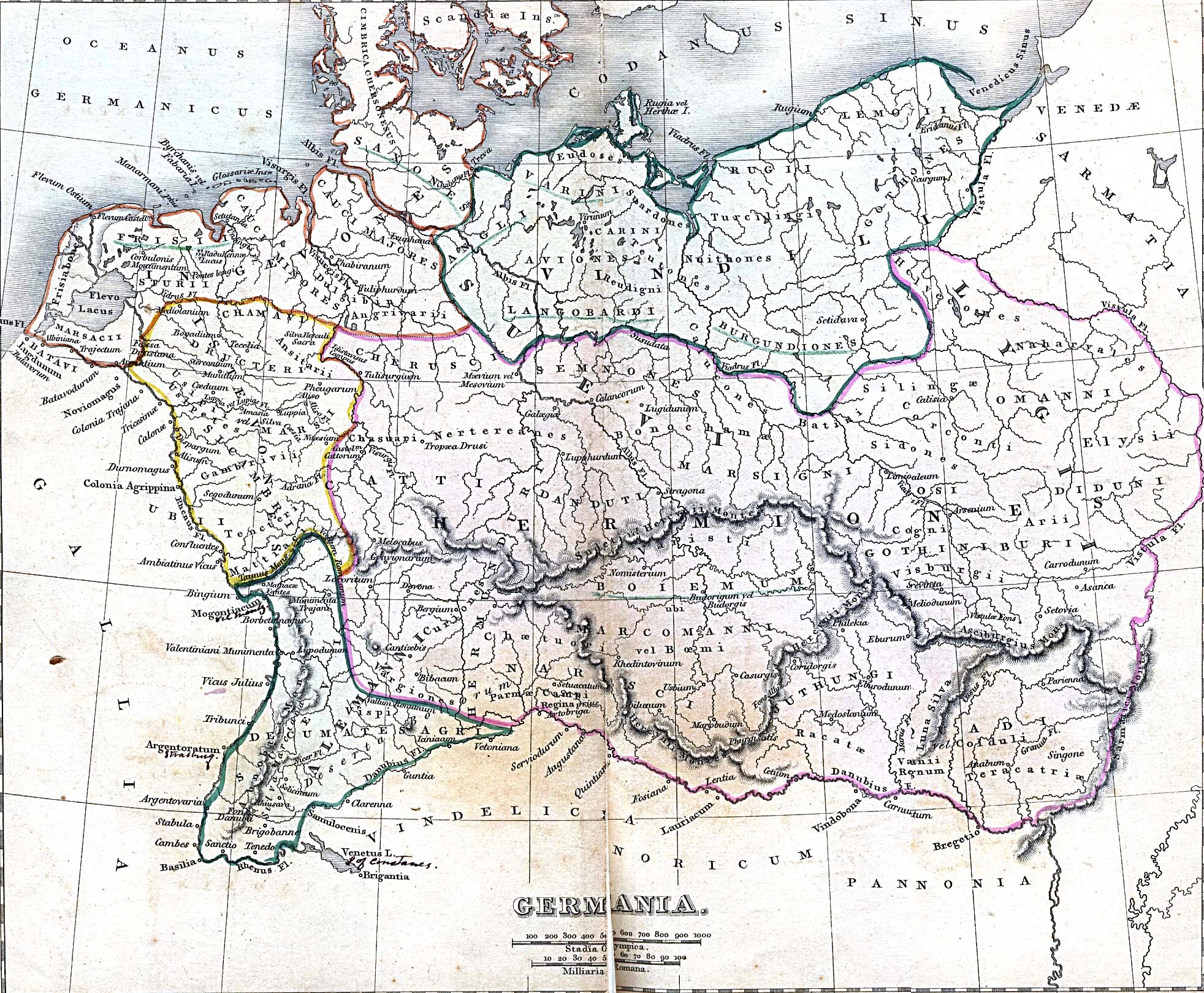
Germania, Anfang des 2. Jh. n. Chr. (Harper and Brothers, 1849)

Das Römische Reich und die Chauken in Germanien

### Ca. 12 v. Chr. bis 47 n. Chr.
Die Chauken wurden im Jahr 11 v. Chr. durch Nero Claudius Drusus unterworfen. Wohl ab dem Jahr 1 n. Chr. scheinen sich die Chauken an einem Aufstand, dem immensum bellum (1 – 5 n .Chr.), beteiligt zu haben. Sie wurden im Jahr 5 n. Chr. durch Tiberius erneut unter die Oberherrschaft der Römer gezwungen.
Eine Vexillar-Einheit unter dem Lagerpräfekten Maenius war im Sommer des Jahres 14 n. Chr. bei den Chauken stationiert, zog sich aber in ein Winterlager zurück.
Da die Chauken dem Germanicus im Zuge der Germanicus-Feldzüge die Stellung von Hilfstruppen zusagten, wurden sie 15 n. Chr. in die Bundesgenossenschaft (Föderaten) mit dem Römischen Reich aufgenommen.
Nach dem friesischen Aufstand um 28 n. Chr. schieden sie wieder aus dem Reichsverband aus.
Im Jahre 41 wurden die „Cauchi“ (Chauken) von P. Gabinius Secundus, dem Legaten der Germania inferior, und seinem Heer besiegt. Die Rückgewinnung des letzten Legionsadlers, der seit der Niederlage des Varus bei den Chauken war, wurde dabei offensichtlich für so bedeutend gehalten, dass Gabinius das Führen des Beinamens Cauchius erlaubt wurde.
Dass dieser Sieg keine endgültige „Befriedung“ oder Unterwerfung bedeutet hatte, zeigte sich im Jahr 47 n. Chr.: Die Chauken überfielen unter der Führung des Cananefaten Gannascus, der zuvor aus einer Auxiliareinheit desertiert war, mit Booten die gallische Küste. Der neue Legat in Niedergermanien, Gnaeus Domitius Corbulo, vernichtete die Schiffe der Chauken mit Hilfe der Rheinflotte.

### Ca. 58 n. Chr.
Nach anderen Quellen waren sie jedoch auch als Seeräuber berüchtigt; sie vertrieben auch die Ampsivarier im Jahr 58 aus dem Gebiet der Emsmündung.

### Ca. 77 n. Chr.
Um das Jahr 77 n. Chr. beschrieb der römische Schriftsteller Plinius der Ältere das Volk, das auf künstlich aufgeworfenen Erdhügeln im Küstenbereich, den Warften lebte, wie folgt:

„… Gesehen haben wir im Norden die Völkerschaften der Chauken, die die größeren und die kleineren heißen. In großartiger Bewegung ergießt sich dort zweimal im Zeitraum eines jeden Tages und einer jeden Nacht das Meer über eine unendliche Fläche und offenbart einen ewigen Streit der Natur in einer Gegend, in der es zweifelhaft ist, ob sie zum Land oder zum Meer gehört. Dort bewohnt ein beklagenswertes Volk hohe Erdhügel, die mit den Händen nach dem Maß der höchsten Flut errichtet sind. In ihren erbauten Hütten gleichen sie Seefahrern, wenn das Wasser das sie umgebende Land bedeckt, und Schiffbrüchigen, wenn es zurückgewichen ist und ihre Hütten gleich gestrandeten Schiffen allein dort liegen. Von ihren Hütten aus machen sie Jagd auf zurückgebliebene Fische. Ihnen ist es nicht vergönnt, Vieh zu halten wie ihre Nachbarn, ja nicht einmal mit wilden Tieren zu kämpfen, da jedes Buschwerk fehlt. Aus Schilfgras und Binsen flechten sie Stricke, um Netze für die Fischerei daraus zu machen. Und indem sie den mit den Händen ergriffenen Schlamm mehr im Winde als in der Sonne trocknen, erwärmen sie ihre Speise und die vom Nordwind erstarrten Glieder durch Erde.“ [Gekocht und geheizt wurde also mit Torf.] „Zum Trinken dient ihnen nur Regenwasser, das im Vorhof des Hauses in Gruben gesammelt wird …“

### Ca. 98 n. Chr.
Ca. 98 n. Chr. wurden die Chauken erneut schriftlich erwähnt im 35. Kapitel der Germania von Tacitus. Er bezeichnet sie als östliche Nachbarn der Friesen und schildert sie als wehrhaftes, aber friedliches Volk, das ein großes Gebiet bewohne und bei seinen Nachbarn hoch angesehen sei.
Aus der deutschen Übersetzung der Werke des Publius Cornelius Tacitus von H. Gutmann und von W. S. Teuffel:

„… So weit kennen wir nun Germanien gegen Westen hin. Gegen Norden tritt es in einer starken Ausbuchtung zurück. Gleich zuerst kommt das Volk der Chauken, das zwar bei den Friesen beginnt und einen Teil der Küste einnimmt, sich dann aber allen vorher erwähnten Stämmen zur Seite hinzieht und endlich bis ins Chattenland hinein einen Winkel bildet. Diese riesige Landfläche besitzen die Chauken nicht bloß, sondern füllen sie auch aus: das vornehmste Volk unter den Germanen, das seine Größe lieber durch Gerechtigkeit erhalten will. Ohne Habgier, ohne Herrschsucht, ruhig und abgeschieden fordern sie nicht zum Krieg heraus, schaden nicht durch Raub- und Plünderungszüge. Der beste Beweis ihrer Tapferkeit und Stärke ist, dass sie ihre überlegene Stellung nicht der Beeinträchtigung anderer verdanken. Trotzdem haben alle ihre Waffen bereit und, wenn es die Lage erfordert, ein Heer; Männer und Pferde im Überfluss. Auch wenn sie sich nicht rühren, bleibt ihr Ruf derselbe …“

### 2. Jahrhundert
Um ca. 100 n. Chr. drangen die Dithmarscher Reudigner über die Elbe in das Elbe-Weser-Dreieck ein. Trotz der ingwäonischen Stammesverwandtschaft kam es zu Kämpfen mit den dort ansässigen Chauken.
Ab 150 n. Chr. wurden die Seeräubergruppen der Chauken, Reudigner und eventuell auch der Avionen im Elbe-Weser-Dreieck zusammenfassend als Sachsen bezeichnet.
Im Jahre 173 wurde die Legio I Minervia gegen seeräuberische Chauken in der Provinz Gallia Belgica eingesetzt.
Im 4. Jahrhundert wurden sie letztmals namentlich erwähnt.

### Kommentar
Aus Vergleichen der verschiedenen antiken Texte ziehen die Historiker Schlüsse, nach denen die germanischen Stämme eher Zusammenschlüsse denn Familienklans waren. So sollen die Angrivarier später zu einem Teil der Chauken geworden sein. Nach Berichten aus dem 4. Jh. machte das Siedlungsgebiet der Chauken große Teile desjenigen aus, in dem für dieselbe Zeit die Sachsen erwähnt wurden.